# دموع

الجهاز الدمعي.
أ = غدة دمعية
ب = النقطة الدمعية العليا
ت = القناة الدمعية العليا
ث = كيس الدمع
ج = النقطة الدمعية السفلى
ح = القناة الدمعية السفلى
خ = القناة الأنفية الدمعية.

الدموع (مفردها دمعة) هي أحد السوائل الجسمية، سائل ناتج عن عمليات إنتاج وافراء واراقة لتنظيف العين.
العواطف القوية مثل الحزن أو شدة الفرحة والإثارة، من الممكن أن تؤدي إلى البكاء. وعملية التثاؤب من الممكن أن تتسبب في الدموع.
تصدر الدموع عندما يواجه عقل الإنسان موقف يصعب عليه تحمله فيصدر أمر إلى العين بإفراز الدموع كي تساعده على تحمل هذا الموقف كما تساعده على التعبير عن مدى تأثره بهذا الموقف فهي لا تدل دائما على الحزن وإنما تدل على شدة التأثر.

## الوظيفة الحيوية للدموع
لدى البشر، هناك طبقة شفافة من السائل الدمعي تغطي العين، وتعرف بفلم أمام القرنية، ويتكون من ثلاث طبقات مختلفة، وهي بالترتيب من الخارج إلى الداخل كالتالي:
| الاسم           | المادة الرئيسية                                   | الغدد الإفرازية              | الوظيفة |
| --------------- | ------------------------------------------------- | ---------------------------- | --- |
| الطبقة الدهنية  | زيوت                                              | الغدد الميبومية أو غدد الجفن | تغطي الطبقة المائية، وتشكل حاجزا طاردا للماء يعيق التبخر ويمنع الدموع من السيلان على الخدين. توجد هذه الغدد في الصَّفائِحُ الجَفْنِيَّة. ولذا فإن السائل الدمعي ينحبس بين جسم العين والحواجز الدهنية للجفون |
| الطبقة المائية  | ماء ومواد أخرى وبروتينات مثل لاكتوفيرين ولاكريتين | الغُدَّةُ الدَّمْعِيَّة                | تحفز على انتشار وتمدد طبقة السوائل الدمعية; تساعد في الحماية من الجراثيم; تحفز على التنظيم التناضحي الإسموزي ضمن السوائل الدمعية                                                                   |
| الطبقة المخاطية | مخاط                                              | مُلْتَحِمِة خلايا جوبلت           | تغطي القرنية;توفر طبقة جاذبة للماء ;تسمح بانتشار متساوي للسوائل الدمعية فوق القرنية |

في حالة نقص سماكة طبقات السوائل الدمعية عن المعدل الطبيعي، فإن الإنسان قد يفقد القدرة على استعمال العدسات اللاصقة حيث أن تزداد كمية الأوكسجين التي يحتاج إليها، بينما تمنع العدسات اللاصقة الأوكسجين من الوصول إلى العين. في حالة نقص سماكة طبقات السوائل الدمعية، فإن هذه السوائل ستجف عند استعمال العدسات اللاصقة. تتوفر قطرات للعين بمواصفات خاصة للابسي العدسات اللاصقة وكذلك فإن بعض أنواع العدسات اللاصقة مصممة بحيث تسمح بمرور كمية من الأوكسجين خلالها نحو العين.